# HD 218630
HD 218630，又名CD-4315281，SAO 231464、HR 8814，是一颗恒星，视星等为5.81，位于銀經348.92，銀緯-64.11，其B1900.0坐标为赤經23h 4m 24.3s，赤緯-43° -64.11′ 9″。